# Archéologie médiévale (revue)
Archéologie médiévale est une revue scientifique annuelle française à comité de lecture, soutenue par le ministère français de la Culture. Fondée en 1971 par Michel de Boüard, à l’image de la revue anglaise Medieval Archaeology fondée 14 ans plus tôt dans un contexte d’émergence de l’archéologie médiévale, elle a été éditée par le Centre de recherches d'archéologie et d'histoire médiévale (CRAHM, devenu le Centre de recherches archéologiques et historiques anciennes et médiévales – CRAHAM) de l'université de Caen Normandie jusqu'en 1982, puis par les Editions du CNRS jusqu'en 1991, et enfin par CNRS Éditions.
Archéologie médiévale publie des articles concernant les travaux menés sur l'archéologie médiévale et, dans une moindre mesure, la période moderne, essentiellement sur l'ensemble du territoire français, mais également ponctuellement à l'étranger. Ce sont des articles rédigés par des chercheurs du CNRS, des services archéologiques de collectivité, de l'Inrap, des universités, mais également des travaux d'étudiants. La particularité de la revue est de présenter dans une seconde partie intitulée Chronique des fouilles médiévales en France, des notices de sites sondés, fouillés ou prospectés durant l'année précédente, réparties en rubriques thématiques. Cette « Chronique des fouilles » dresse le panorama de la recherche archéologique médiévale et moderne en France et dans les territoires d’outre-mer en récapitulant l’ensemble des opérations archéologiques qui se sont déroulées dans le courant de l’année qui précédant la publication du numéro.
Chaque volume, depuis 1995, comprend de 350 à 400 pages dont 200 pages environ sont consacrées aux articles et autant à la « Chronique des fouilles ».
Un bulletin critique composé de comptes rendus de lecture et d’une liste d’ouvrages reçus complète chaque livraison.
Les numéros sont mis en ligne en libre accès sur Persée pour les années numéro 1 à 29 et sur OpenEdition Journals pour les numéros 34 à 51. Les numéros manquant seront mis en ligne ultérieurement.

## Développement de la revueArchéologie médiévale
Dans un contexte de développement de la science ouverte et de l’open access, la revue Archéologie médiévale a entrepris plusieurs projets destinés à promouvoir l’archéologie médiévale française.
Le projet principal porte sur la mise en ligne et l’indexation des notices archéologiques et des articles de la revue. Ce projet nommé Archéomed ambitionne, d’une part, d’indexer les résultats de 50 ans d’archéologie médiévale à partir du thésaurus Pactols et, d’autre part, de les diffuser dans un format ouvert et interopérable à l’aide de la chaîne éditoriale en XML-TEI Métopes. Dans ce cadre, la revue s’est rapprochée de quatre autres revues françaises d’archéologie pour harmoniser les pratiques éditoriales et documentaires. Le projet à échéance de 3 ans devrait permettre de terminer la mise en ligne de la revue sur OpenEdition Journals et d’indexer la totalité du fonds présent sur cette plateforme.
D’autre part, des dossiers thématiques sont en cours d’élaboration pour la première fois depuis la création de la revue.

## Directeurs
- 1971-1989 : Michel de Boüard
- 1989-1994 : Joseph Decaëns
- 1994-2016 : Anne-Marie Flambard Héricher
- Depuis 2016 : Luc Bourgeois